# Pfarrkirche Schlaiten

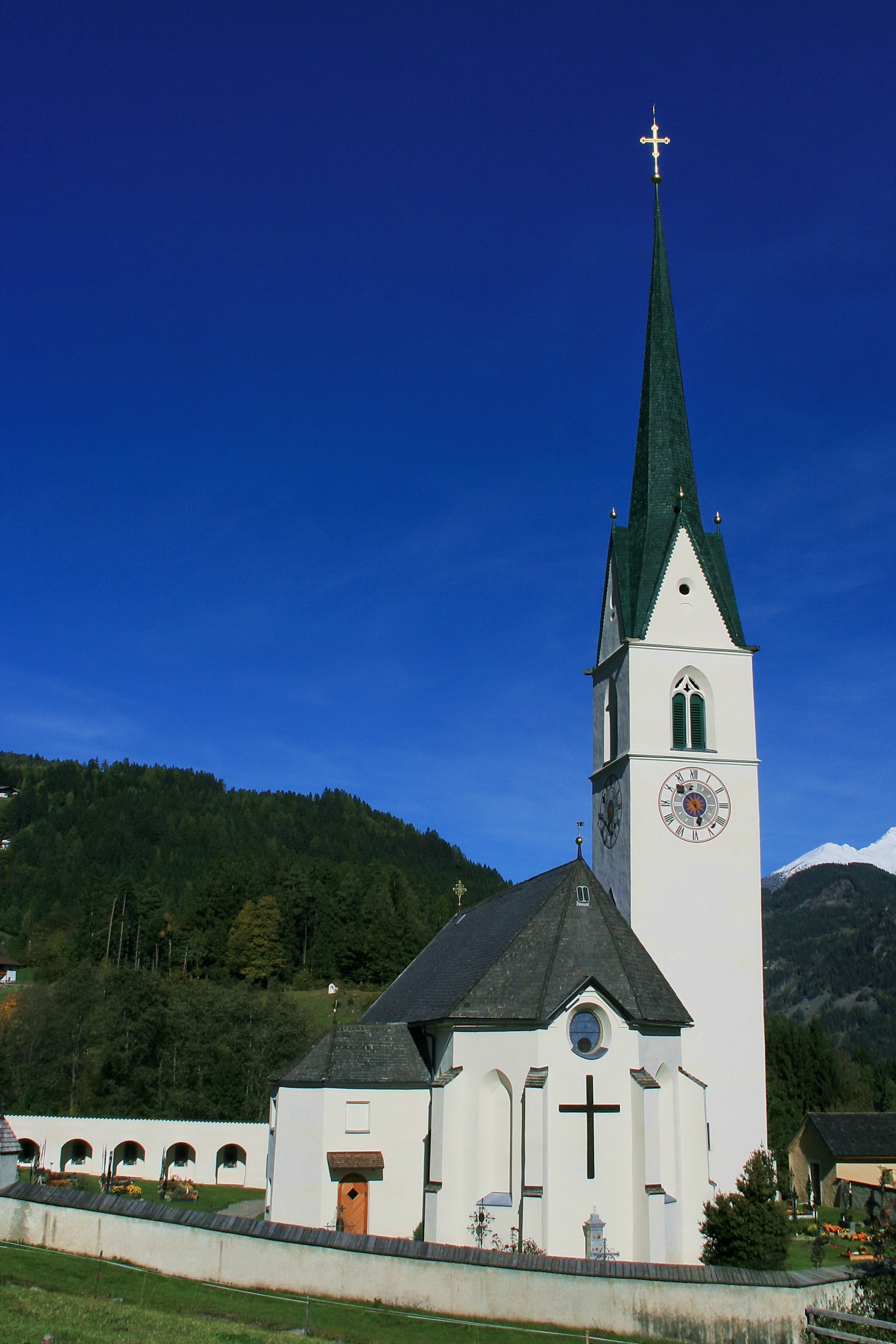
Katholische Pfarrkirche hl. Paulus in Schlaiten

Die Pfarrkirche Schlaiten steht frei in einem Friedhof in der Gemeinde Schlaiten im Bezirk Lienz im Bundesland Tirol. Die dem Patrozinium hl. Paulus unterstellte römisch-katholische Pfarrkirche gehört zum Dekanat Lienz der Diözese Innsbruck. Die Kirche steht unter Denkmalschutz (Listeneintrag).

## Geschichte
Urkundlich wurde 1458 eine Kirche dem Stift Ossiach gehörend genannt. 1785 Expositur, wurde die Kirche 1968 zur Pfarrkirche erhoben. Die ehemalige Wallfahrtskirche Vierzehn Nothelfer hatte im 17. und 18. Jahrhundert eine starke Wallfahrt.
Die im Kern gotische Kirche wurde 1655/1658 am Langhaus wesentlich umgestaltet und im 18. Jahrhundert barockisiert. 1950 war eine Innenrestaurierung.

## Architektur

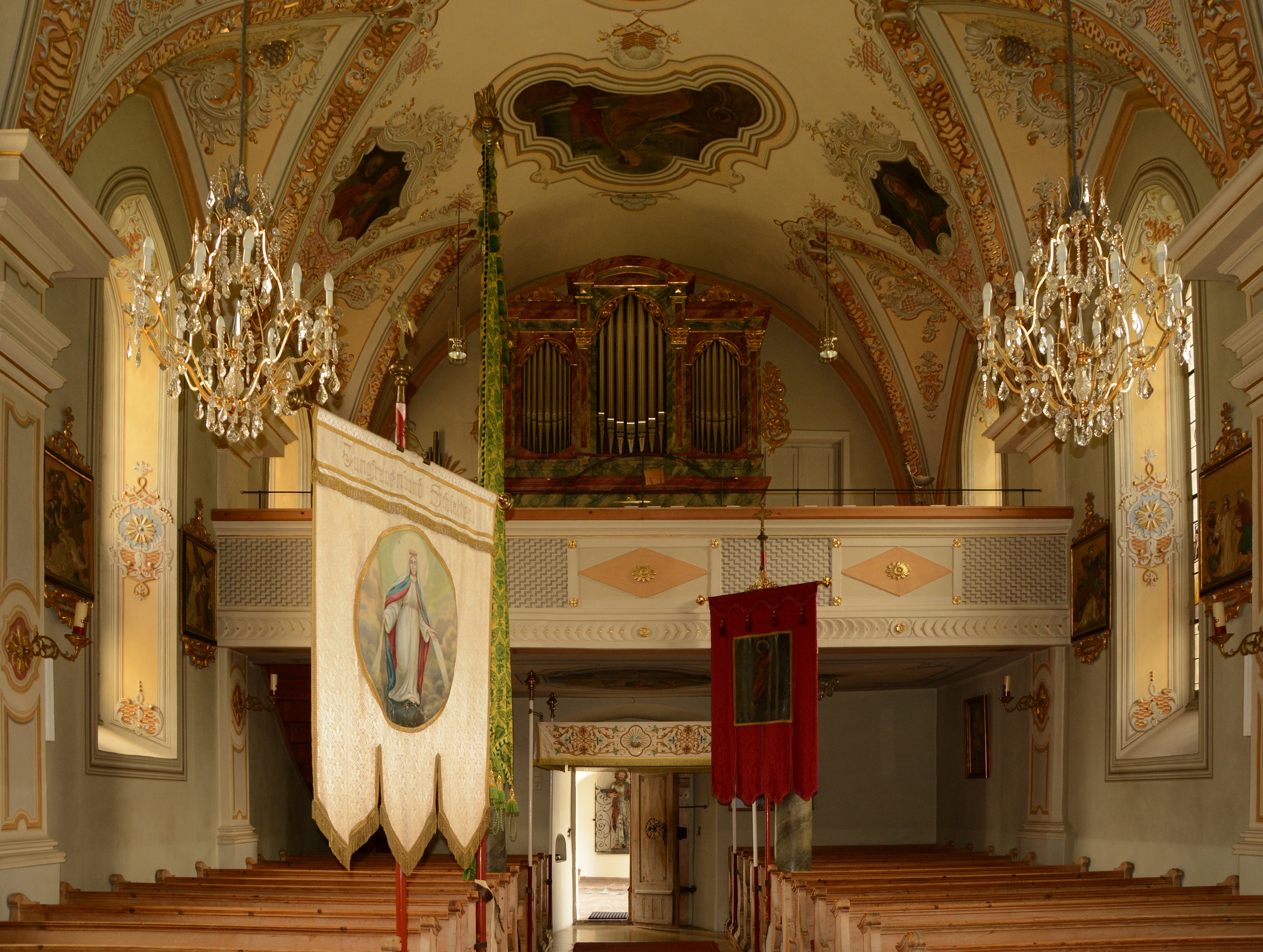
Blick zur Empore

Der Kirchenbau unter einem steilen Satteldach mit einem umlaufenden Gesims hat ein Langhaus mit einem Chor mit einem Dreiseitschluss und einen Nordturm.
Das Kirchenäußere zeigt einfach abgetreppte Strebepfeiler, am Chor sind zwei Fenster nischenartig vermauert, an Chorhaupt befindet sich hoch liegend ein ovales Fenster. Der Turm aus dem 15. Jahrhundert hat ein durch gekehlte Gesimse betontes Glockengeschoß, spitzbogige Schallfenster mit spätgotischem Maßwerk, Rundfenster in den Giebelfeldern, er trägt einen achtseitigen Spitzhelm. Südseitig steht flankierend zum Turm ein fünfseitiger Sakristeianbau. Nordseitig wurde das hinterste Joch zu einer Lourdesgrotte ausgebaut. Ein Vordach aus 1692 verbindet die Kirche mit einem westseitigen Arkadengang.
Das Kircheninnere zeigt ein einschiffiges vierjochiges Langhaus unter einem Tonnengewölbe mit Stichkappen, die Grate stukkiert, auf flachen Pilastern mit Halbkapitellen und ausladenden Gebälkstücken. Die Empore auf Säulen hat eine gerade Brüstung. Der Triumphbogen ist rundbogig. Der eingezogene zweijochige Chor schließt mit einem Dreiachtelschluss und ist nach rechts aus der Langhausachse verschoben, das Tonnengewölbe mit Stichkappen auf flachen Pilastern und Konsolen ist niedriger als im Langhaus. Die Fenster mit spitzbogigen Laibungen zeigen Glasmalereien der Tiroler Glasmalerei und Mosaik Anstalt von 1942.
Die Deckenmalereien mit Heiligendarstellungen schuf Johann Matthias Peskoller 1906/1907. Sie wurden 1950 von Lukas Arnold übermalt und 1989 wieder freigelegt.

## Ausstattung

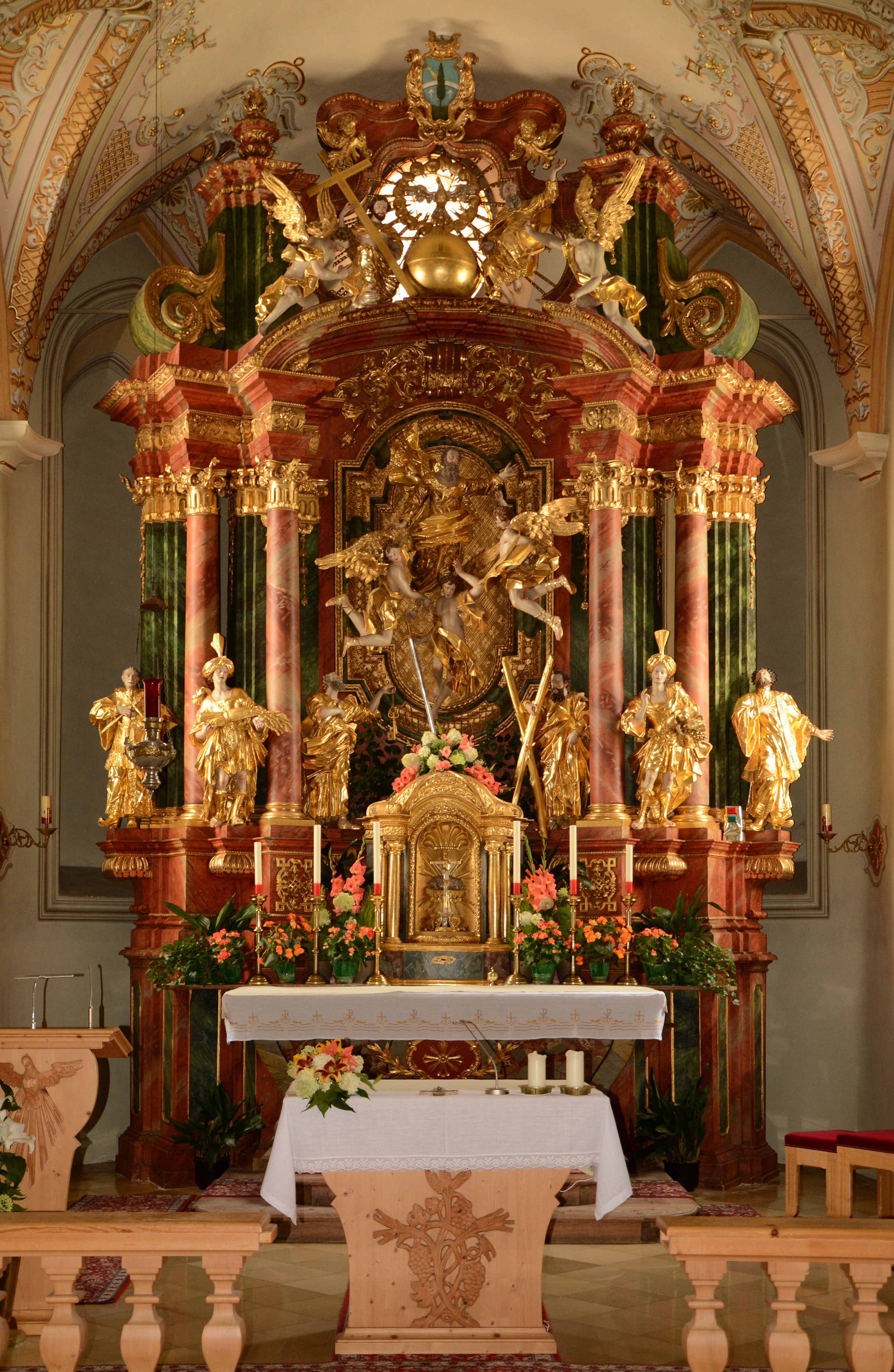
Hochaltar

Der Hochaltar aus der Zeit um 1735 hat einen Aufbau mit seitlichen Säulen mit rötlichgrüner Marmorierung, verkröpftes Gebälk, Segmentgiebel und Volutenaufsatz. Den plastischen Schmuck schuf Johann Paterer als Frühwerk, mittig Aufnahme des hl. Paulus in den Himmel mit den seitlichen Statuen der Heiligen Franz Xaver, Petrus, Andreas und Karl Borromäus sowie zwei allegorische Figuren Mohren mit Ähren und Früchten, im Aufsatz Engel und Dreifaltigkeit und darüber ein Wappen.
Es gibt eine barocke Votivtafel aus 1720 gestiftet von Johann Clement Eysank von Marienfels.